# Кипке, Карл
Карл Герман Генрих Пауль Кипке (нем. Carl Hermann Heinrich Paul Kipke; 20 ноября 1850, Бреслау — 14 ноября 1923, Лейпциг) — немецкий музыкальный критик и редактор.
Окончил Лейпцигскую консерваторию (1870). Занимался первоначально по преимуществу хоровой музыкой, автор ряда хоровых транскрипций. В 1872—1875 гг. музикдиректор Липпштадта.
Затем вернулся в Лейпциг в качестве одного из ближайших сотрудников Эрнста Вильгельма Фрича в его музыкальном издательстве и журнале «Musikalisches Wochenblatt», одновременно вёл обзоры оперных постановок в газете «Leipziger Tageblatt». В 1878 г. вёл дела Фрича в связи с объявленным им банкротством — и, в частности, занимался урегулированием финансовых отношений издательства с Фридрихом Ницше, не получившим в полной мере денег за выпущенное Фричем «Рождение трагедии из духа музыки».
В 1878—1886 гг. возглавлял хоровой коллектив в Пильзене, продолжая выступать как критик в лейпцигских изданиях. В 1887 г. вновь перебрался в Лейпциг и возглавил посвящённый хоровой музыке журнал «Sängerhalle», сменив на этом посту Генриха Пфайля. В 1888 г. вместе с Бернхардом Фогелем опубликовал брошюру о Лейпцигской консерватории, к её 45-летию. По воспоминаниям А. Рихтера, занимался также корректурой музыкальных изданий. После смерти Э. В. Фрича с 1903 г. редактировал «Musikalisches Wochenblatt» и занимался ликвидацией его издательского дома. В 1906 г. в связи с убыточностью издания организовал его слияние с «Новой музыкальной газетой» и до середины 1907 г. был соредактором объединённого издания. Под редакцией Кипке выходили обзорные книги Франца Людвига Шуберта после смерти последнего, он также подготовил 11-е издание популярного «Справочника музыкантов» Пауля Франка (1910).